# Каму
Каму (фр. Camous) насеље је и општина у јужној Француској у региону Миди Пирене, у департману Горњи Пиринеји која припада префектури Бањер де Бигор.
По подацима из 2011. године у општини је живело 25 становника, а густина насељености је износила 7,6 становника/km². Општина се простире на површини од 3,29 km². Налази се на средњој надморској висини од 625 метара (максималној 1.605 m, а минималној 640 m).

## Демографија
| 1962. | 1968. | 1975. | 1982. | 1990. | 1999. | 2011. |
| ----- | ----- | ----- | ----- | ----- | ----- | ----- |
| 35    | 36    | 26    | 29    | 25    | 17    | 25    |

График промене броја становника у току последњих година